# Amasia (ort i Armenien)
Amasia (armeniska: Ամասիա) är en ort i Armenien. Den ligger i provinsen Sjirak, i den nordvästra delen av landet, 110 kilometer nordväst om huvudstaden Jerevan. Under sovjetperioden var orten administrativt centrum för den dåvarande rajonen Amasia i Armeniska SSR. Åren 1951–1956 hette byn officiellt Ghukasjan. Amasia ligger 1 877 meter över havet och antalet invånare är 1 675.
Terrängen runt Amasia är huvudsakligen kuperad, men norrut är den platt. Runt Amasia är det ganska tätbefolkat, med 129 invånare per kvadratkilometer.. Närmaste större samhälle är Gjumri, 18,4 kilometer söder om Amasia.
Trakten runt Amasia består till största delen av jordbruksmark.